# Bertholdia ockendeni
Bertholdia ockendeni är en fjärilsart som beskrevs av Rothschild 1909. Bertholdia ockendeni ingår i släktet Bertholdia och familjen björnspinnare. Inga underarter finns listade i Catalogue of Life.